# François Thézan de Biran
Pour les articles homonymes, voir Biran.
François Jean-Jacques Thézan de Biran est un homme politique français né le 28 novembre 1764 à Bezolles (Gers) et mort à une date inconnue.

## Biographie
Propriétaire, maire de Biran de 1803 à 1814, conseiller d'arrondissement puis conseiller général, il est député du Gers de 1816 à 1817 et de 1822 à 1827, siégeant à droite et soutenant les gouvernements de la Restauration.

## Sources
- « François Thézan de Biran », dans Adolphe Robert et Gaston Cougny, Dictionnaire des parlementaires français, Edgar Bourloton, 1889-1891 [détail de l’édition]